# 3-脲基丙酸
3-脲基丙酸（英語： 或称为N-氨基甲酰-β-丙氨酸），结构简式：H2NC(O)NHCH2CH2COOH，是一种尿素的衍生物，在体内是尿嘧啶的代谢产物，再转化为β-丙氨酸。